# Idioma bit
El Bit (Khabit, Bid, Psing o Buxing) es una lengua austroasiática hablada por unas 2.000 personas en la provincia de Phongsaly, en el norte de Laos, y en el condado de Mengla, en Yunnan (China).

## Nombres
En China, el pueblo buxing(布兴, 布幸, o 布醒; IPA: [puʃiŋ]) también son llamados kami (佧米人) o kabi (佧比人, IPA: [khabit]).
Yan y Zhou (2012:157) listan los siguientes nombres para los khabit.
- pu siŋ, kʰa bet (autónomos)
- xa13 vit55 (exónimo del dai)
- kʰaʔ mĭt (exónimo del khmu)
- Kami (卡咪, exónimo chino)

El nombre khbit para el khmu es ta mɔi.

## Clasificación
Paul Sidwell (2014) y Svantesson (1990) clasifican al bit como palaúnguico. Está más estrechamente relacionado con el kháng y el quang lam.

## Distribución

### Laos
En Laos, el bit es hablado por 2.000 personas en los siguientes pueblos. Los hablantes se llaman a sí mismos «Laubit».
- Nam Lie
- Nam Lan
- Nam Liaŋ
- Nam Pauk
- Bɔn Tsɛm Mɑi
- Nam Tha
- Bɔn Hui Huo
- Bɔn Bɔm Phiŋ
- Nam Nɔi

Kingsada (1999) cubre la lengua khabit (khaa bet) del pueblo de Nale, distrito de Boun Nua, provincia de Phongsaly, Laos.

### China
En el condado de Mengla, Yunnan, China, el bit (buxing) es hablado por 539 personas en el año 2000, en los siguientes pueblos.
- Nanqian (南欠村), pueblo de Manzhuang (曼庄村), municipio de Mohan (磨憨镇)[5]
- Kami (卡咪村), pueblo de Huiluo (回洛村), municipio de Kami (卡米镇) / Mengban (勐伴镇)[6]

En el condado de Menghai, Yunnan (China), hay un grupo de personas conocidas como los bajia (八甲人) de Menghun (勐混), que no debe confundirse con los bajia de habla tai del municipio de Meng'a (勐阿镇), en el condado de Menghai, que está cerca de la frontera con el estado de Shan (Myanmar). Viven en el pueblo de Manbi (曼必村), pueblo de Menghun (勐混镇), en el condado de Menghai, Yunnan (con 48 hogares y 217 personas), y recientemente ha sido clasificado por el gobierno chino como pueblo étnico bulang. Su autónimo es manbi (曼必) o bi (必). Los bajia de Menghun creen que sus antepasados emigraron desde Laos. Otros grupos étnicos se refieren a ellos como kabi (卡必), bulang laosiano (老挝布朗) y manbi (曼必人). No se consideran bajia (八甲人), nombre que les dan los funcionarios del gobierno, ya que no creen estar emparentados con los bajia de Meng'a que hablan tai. Yunnan (1979) considera que Bajia (八甲) es un dialecto de tai lue, basándose en el autónimo y la lengua del grupo, con 225 personas bajia contabilizadas en 1960. Los bajia habían emigrado originalmente de bajia (八甲), monte Laojian 老肩山, condado de Jinggu. Yunnan (1979) documenta la ubicación de bajia como el municipio de Jingbo (景播乡), distrito de Meng'a (勐阿区), condado de Menghai.
Yunnan (1979) informa de que, en el condado de Mengla, los khabit (kabie, 卡别) tienen estrechas relaciones con un grupo llamado bubeng (布崩), que en 1960 contaba con 15 hogares con unas 100 personas, y habla una lengua hani. Yunnan (1979) clasifica a los kabie (卡别) y a los bubeng (布崩) como etnia Hani.

## Otras lecturas
- Badenoch, Nathan (2015). Phonological Sketch of the Bit Language of Luang Namtha, Laos. Presentation at SEALS 25. Chiang Mai (en inglés).
- Gao, Yongqi 高永奇 (2004). Bùxìngyǔ yánjiū [A Study of Buxing] (en chino). Beijing: Minzu chubanshe. Parámetro desconocido |script-title= ignorado (ayuda)
- Yan, Qixiang 颜其香; Zhou, Zhizhi 周植志 (2012). Zhōngguó Mèng-Gāomián yǔzú yǔyán yǔ Nányǎ yǔxì [Mon-Khmer Languages of China and the Austroasiatic Family] (en chino). Beijing: Shehui kexue wenxian chubanshe. Parámetro desconocido |script-title= ignorado (ayuda)